# Liste der Naturdenkmale im Salzlandkreis
Die Liste der Naturdenkmale im Salzlandkreis enthält alle Naturdenkmale in den Städten und Gemeinden im Salzlandkreis, welche durch Rechtsverordnung geschützt sind. Naturdenkmäler sind Einzelschöpfungen der Natur, deren Erhaltung wegen ihrer hervorragenden Schönheit, Seltenheit oder Eigenart oder ihrer ökologischen, wissenschaftlichen, geschichtlichen, volks- oder heimatkundlichen Bedeutung im öffentlichen Interesse liegt.
Es wird zwischen Naturdenkmalen, flächenhaften Naturdenkmalen und Flächennaturdenkmalen unterschieden. (Stand: 31. Dezember 2010)

## Erklärung
- Reg.Nr.: Registriernummer nach veröffentlichter Liste
- Benennung: Name des Naturdenkmals
- Standort: nennt die Lage des Naturdenkmals im jeweiligen Ort und gegebenenfalls die Koordinaten des Naturdenkmals
- Jahr: gibt das Jahr der Unterschutzstellung an
- Bild: Abbildung des Naturdenkmals

## Naturdenkmale
| Reg.Nr.    | Benennung                                                            | Standort | Jahr | Bild                    |
| ---------- | -------------------------------------------------------------------- | --- | ---- | ----------------------- |
| ND_0002ASL | Wasserlärche (Vereinshaus d. Gartensparte)                           | Aschersleben | 1980 |                         |
| ND_0003ASL | Ginkgo (Stephaneum in Aschersleben)                                  | Aschersleben, Dr.-Wilhelm-Külz-Platz 51° 45′ 7″ N, 11° 27′ 33,6″ O | 1980 | Ginkgo                  |
| ND_0005ASL | Esche (Friedrichsaue, Hauptstr., Grundstück 8)                       | Friedrichsaue, Hauptstraße 8 51° 45′ 56,6″ N, 11° 27′ 49,8″ O | 1985 | Esche Friedrichsaue     |
| ND_0006ASL | Kastanien im Quellgrund (Ortsausgang Aschersleben)                   | Aschersleben 51° 44′ 3,9″ N, 11° 28′ 41″ O | 1985 | Kastanien im Quellgrund |
| ND_0008ASL | Blutbuchen (Gelände d. ehem. Klostergartens), 2 Exemplare            | Winningen | 1985 |                         |
| ND_0009ASL | Linden (Ortsausgang Richtg. Hakel links u. rechts) Winterlindenallee | Schadeleben | 1985 |                         |
| ND_0010ASL | Ginkgo (Garten Herrenbreite-Ecke Bestehornstr. ASL)                  | Aschersleben, Herrenbreite 33 und an der Straßenecke. (2 Exemplare) 51° 45′ 17,6″ N, 11° 27′ 47,6″ O | 1991 | Ginkgo                  |
| ND_0012ASL | Linde (Apothekergraben Aschersleben)                                 | Aschersleben, Apothekergraben, wurde im August 2019 gefällt. 51° 45′ 10,6″ N, 11° 27′ 8,1″ O | 1991 | Linde                   |
| ND_0013ASL | Ginkgo (Rosenstr. 10 Aschersleben)                                   | Aschersleben, Rosenstraße 10 51° 45′ 39,4″ N, 11° 27′ 47,2″ O | 1991 | Ginkgo                  |
| ND_0014ASL | Schwedische Mehlbeere – Allee (Askanierstr. ASL)                     | Aschersleben, Askanierstraße. Die 16 Baumexemplare mussten im Frühjahr 2013 wegen Pilzbefall (Zottiger Schillerporling) gefällt werden, es wurden 13 neue Bäume gepflanzt. 51° 45′ 11,9″ N, 11° 26′ 38,2″ O | 1991 |                         |
| ND_0015ASL | Linden-Allee (Schmidtmannstr. Aschersleben)                          | Aschersleben, Schmidtmannstraße 51° 45′ 14,4″ N, 11° 29′ 28″ O | 1991 | Linden                  |
| ND_0017ASL | Eiche (Stadtverwaltung Hoym)                                         | Hoym, Rathausplatz vor dem Rathaus 51° 46′ 59,8″ N, 11° 18′ 46″ O | 1991 | Eiche                   |
| ND_0018ASL | Eiche (Markt Hoym)                                                   | Hoym, Markt 51° 47′ 3,6″ N, 11° 18′ 46,2″ O | 1991 | weitere Bilder          |
| ND_0019ASL | Schwarzpappel (Fraubornmühle Hoym)                                   | Hoym hinter der Fraubornmühle. Der Baum mit hohlem Stamm, auch „Teufelspappel“ genannt, brach zwischen 2015 und 2017 um. 51° 46′ 26,2″ N, 11° 19′ 47,8″ O                                                   | 1991 |                         |
| ND_0023ASL | Eiche (Fa. Krüger Halle GmbH Klein Schierstedt)                      | Klein Schierstedt | 1991 |                         |
| ND_0024ASL | Eiche (Gastst. "Alte Mühle" Klein Schierstedt)                       | Klein Schierstedt | 1991 |                         |
| ND_0026ASL | Eiche (Gemeindeverwaltung Westdorf)                                  | Westdorf | 1991 |                         |
| ND_0028ASL | Platane (Douglas-Str. 3, Aschersleben)                               | Aschersleben Douglasstraße 3 51° 45′ 30,7″ N, 11° 27′ 18,8″ O | 1992 | Platane                 |
| ND_0029ASL | Bergulme (Külz-Platz, Aschersleben)                                  | Aschersleben, Dr.-Wilhelm-Külz-Platz 51° 45′ 5,4″ N, 11° 27′ 26,2″ O | 1992 | Berg-Ulme               |
| ND_0030ASL | Alte Exemplare des Efeus (Altes Institut Gatersleben), Oberhof       | Gatersleben | 1992 | Efeu                    |
| ND_0031ASL | 50 Eichen                                                            | Hohenerxleben | 1963 |                         |
| ND_0032ASL | Sumpfzypresse                                                        | Egeln Im Jahr 2015 als Naturdenkmal gelöscht. | 1963 |                         |
| ND_0034ASL | Gipsbruch Westeregeln                                                | Westeregeln | 1963 |                         |
| ND_0036ASL | Fledermausquartier im Dachgeschoß Pflegeheim Hoym                    | Hoym | 1991 |                         |
| ND_0001BBG | "Schiefe Linde" in Aderstedt                                         | Aderstedt | 1955 |                         |
| ND_0002BBG | Lindenallee zwischen Belleben und Piesdorf                           | Belleben | 1956 |                         |
| ND_0003BBG | Ginkgobaum im Belleben-Piesdorf                                      | Belleben | 1955 |                         |
| ND_0004BBG | Schlitzblättrige Mutation einer Linde                                | Belleben | 1955 |                         |
| ND_0005BBG | Großer Weidenbaum                                                    | Belleben | 1956 |                         |
| ND_0006BBG | Karlsplatz (Marx-Engels-Platz) – Baumbestand                         | Bernburg (Saale) | 1956 |                         |
| ND_0008BBG | "Nagelstein" (Braun-Kohlenquarzit)                                   | Edlau | 1955 |                         |
| ND_0009BBG | Sommerlinde                                                          | Preußlitz | 1938 |                         |
| ND_0010BBG | Stieleiche                                                           | Plötzkau | 1955 |                         |
| ND_0012BBG | 2 Eibengruppen                                                       | Plötzkau | 1955 |                         |
| ND_0014BBG | Winterlinde                                                          | Wiendorf | 1955 |                         |
| ND_0015BBG | Baumreihe aus 2 Stieleichen und 1 Winterlinde                        | Wiendorf | 1955 |                         |
| ND_0016BBG | Missionseiche (Stieleiche)                                           | Neugattersleben | 1936 |                         |
| ND_0017BBG | Esche                                                                | Belleben | 1957 |                         |
| ND_0019BBG | Rotbuche                                                             | Cörmigk | 1957 |                         |
| ND_0020BBG | Stieleiche                                                           | Cörmigk | 1957 |                         |
| ND_0021BBG | Granitfindling "Bauernstein"                                         | Gerbitz | 1957 |                         |
| ND_0022BBG | Früherer Gutspark – Baumbestand                                      | Gerlebogk | 1957 |                         |
| ND_0024BBG | Granitfindling                                                       | Ilberstedt | 1957 |                         |
| ND_0027BBG | Schnurbaum                                                           | Pobzig | 1957 |                         |
| ND_0029BBG | Winterlinde                                                          | Preußlitz | 1957 |                         |
| ND_0030BBG | Quelle in der Wüstung Pforta mit Weiden                              | Schackstedt | 1957 |                         |
| ND_0031BBG | Winterlinde                                                          | Wiendorf | 1957 |                         |
| ND_0032BBG | Bauernstein                                                          | Wiendorf | 1962 |                         |
| ND_0034BBG | "Dicke Stein"                                                        | Belleben | 1962 |                         |
| ND_0036BBG | Sommerlinde                                                          | Belleben | 1962 |                         |
| ND_0037BBG | Stieleiche                                                           | Nienburg (Saale) | 1962 |                         |
| ND_0038BBG | Eibenallee unterhalb Keßlerturm                                      | Bernburg (Saale) | 1985 |                         |
| ND_0039BBG | Ginkgogruppe (5 Stück)                                               | Bernburg (Saale) | 1985 |                         |
| ND_0040BBG | Stieleichengruppe am Saaleuferweg (5 Stück)                          | Bernburg (Saale) | 1985 |                         |
| ND_0041BBG | Stieleiche im Severin                                                | Trebnitz | 1985 |                         |
| ND_0042BBG | Stieleiche im Auenwald Plötzkau                                      | Plötzkau | 1985 |                         |
| ND_0043BBG | Rotbuche 1 in der Sprohne                                            | Nienburg (Saale) | 1985 |                         |
| ND_0044BBG | Rotbuche 2 in der Sprohne                                            | Nienburg (Saale) | 1985 |                         |
| ND_0045BBG | Rotbuche "Atropunicea"                                               | Bernburg (Saale) | 1985 |                         |
| ND_0046BBG | Stieleiche                                                           | Bernburg (Saale) | 1985 |                         |
| ND_0047BBG | Tulpenbaum im Kurhausgarten                                          | Bernburg (Saale) | 1985 |                         |
| ND_0048BBG | Yulan-Magnolie im Kurhausgarten                                      | Bernburg (Saale) | 1985 |                         |
| ND_0049BBG | Japanischer Schnurbaum                                               | Bernburg (Saale) | 1985 |                         |
| ND_0052BBG | Fagus silvatica "Laciniata"                                          | Belleben | 1955 |                         |
| ND_0053BBG | Buntsandsteinwand am Wipperufer                                      | Bernburg (Saale) | 1938 |                         |
| ND_0054BBG | Gletschergarten in Bernburg                                          | Bernburg (Saale) | 1962 |                         |
| ND_0055BBG | Ehemaliger Gipsbruch in Altenburg                                    | Nienburg (Saale) | 1955 |                         |
| ND_0056BBG | Baumgruppe mit Wildbirne                                             | Gröna | 1998 |                         |
| ND_0001SBK | 9 Winterlinden                                                       | Zuchau | 1973 |                         |
| ND_0003SBK | Schwarzkiefer                                                        | Schönebeck (Elbe) | 1973 |                         |
| ND_0004SBK | Kastanien-Allee                                                      | Ranies | 1973 |                         |
| ND_0005SBK | Stieleiche                                                           | Ranies | 1973 |                         |
| ND_0006SBK | Stieleiche                                                           | Ranies | 1973 |                         |
| ND_0007SBK | Kirchberg                                                            | Klein Mühlingen | 1973 |                         |
| ND_0009SBK | 5 Winterlinden                                                       | Lödderitz | 1973 |                         |
| ND_0010SBK | Stieleiche Kraus'sche Eiche                                          | Lödderitz | 1973 |                         |
| ND_0012SBK | Weiße Hickory (Nußbaumart)                                           | Lödderitz | 1973 |                         |
| ND_0014SBK | Moorbirke                                                            | Lödderitz | 1973 |                         |
| ND_0015SBK | Silberpappel und Schwarzpappel                                       | Brumby | 1973 |                         |
| ND_0016SBK | 3 Platanen                                                           | Brumby | 1973 |                         |
| ND_0018SBK | 2-reihige rotblühende Roßkastanien-Allee                             | Schönebeck (Elbe) | 1973 |                         |
| ND_0019SBK | Ginkgo-Baum                                                          | Schönebeck (Elbe) | 1973 |                         |
| ND_0020SBK | Gruppe von Stieleichen                                               | Schönebeck (Elbe) | 1973 |                         |
| ND_0021SBK | Gruppe von Pappeln                                                   | Schönebeck (Elbe) | 1973 |                         |
| ND_0022SBK | Stieleiche                                                           | Barby | 1973 |                         |
| ND_0023SBK | Feldulme                                                             | Schönebeck (Elbe) | 1973 |                         |
| ND_0024SBK | Stieleiche                                                           | Schönebeck (Elbe) | 1973 |                         |
| ND_0025SBK | Holzbirne                                                            | Schönebeck (Elbe) | 1973 |                         |
| ND_0026SBK | Holzbirne                                                            | Schönebeck (Elbe) | 1973 |                         |
| ND_0027SBK | Stieleiche Y-Eiche                                                   | Schönebeck (Elbe) | 1973 |                         |
| ND_0029SBK | Gruppe von Pappeln                                                   | Schönebeck (Elbe) | 1973 |                         |
| ND_0032SBK | Feldulme – Rüster -                                                  | Barby | 1973 |                         |
| ND_0034SBK | Rüsterbaum                                                           | Atzendorf | 1963 |                         |
| ND_0035SBK | Eimecke (Teich u. 12 Winterlinden)                                   | Atzendorf | 1963 |                         |

## Flächenhafte Naturdenkmale
| Reg.Nr.    | Benennung                                         | Standort                                                      | Jahr | Bild |
| ---------- | ------------------------------------------------- | ------------------------------------------------------------- | ---- | ---- |
| NDF0001ASL | Trockenrasen vor der Heide/Ermsleben (Steinbruch) | Falkenstein/Harz, OT Ermsleben 51° 42′ 34,5″ N, 11° 19′ 32″ O | 1991 |      |
| NDF0002ASL | Trockenrasen im Wassertal bei Friedrichsau        | Schadeleben 51° 51′ 35,6″ N, 11° 19′ 53″ O                    | 1991 |      |
| NDF0003ASL | Trockenrasen Wipperhang/Giersleben                | Giersleben 51° 45′ 37,8″ N, 11° 33′ 17,6″ O                   | 1991 |      |

## Flächennaturdenkmale
| Reg.Nr.    | Benennung                                        | Standort                                          | Jahr | Bild |
| ---------- | ------------------------------------------------ | ------------------------------------------------- | ---- | ---- |
| FND0001ASL | Hanglage an der Alten Burg Aschersleben          | Aschersleben 51° 44′ 52,1″ N, 11° 26′ 27,4″ O     | 1980 |      |
| FND0002ASL | Steinkuhlen bei Friedrichsaue                    | Friedrichsaue 51° 50′ 55,4″ N, 11° 19′ 20″ O      | 1980 |      |
| FND0005ASL | Westerwiese bei Unseburg                         | Unseburg 51° 56′ 12,7″ N, 11° 31′ 1,8″ O          | 1987 |      |
| FND0006ASL | Weinbergsgrund bei Hecklingen                    | Hecklingen 51° 51′ 47,5″ N, 11° 30′ 17,8″ O       | 1987 |      |
| FND0004BBG | Cörmigker Feuchtwiese                            | Cörmigk 51° 43′ 42,3″ N, 11° 51′ 8,2″ O           | 1985 |      |
| FND0005BBG | Fuhnesumpf Kleinwirschleben                      | Baalberge 51° 44′ 40,4″ N, 11° 48′ 3″ O           | 1985 |      |
| FND0006BBG | Weinberge Alsleben                               | Alsleben (Saale) 51° 41′ 38,1″ N, 11° 41′ 22,9″ O | 1985 |      |
| FND0007BBG | Latdorfer Kalkberge Teich 9                      | Nienburg (Saale) 51° 49′ 15,3″ N, 11° 47′ 43,5″ O | 1985 |      |
| FND0008BBG | Latdorfer Kalkberge Osthang Teich 4              | Latdorf 51° 48′ 59,1″ N, 11° 47′ 17,6″ O          | 1985 |      |
| FND0009BBG | Erdkieten – Große Aue                            | Bernburg (Saale) 51° 48′ 34,6″ N, 11° 46′ 9,8″ O  | 1985 |      |
| FND0010BBG | Sabraer Teich                                    | Gröna 51° 45′ 54,1″ N, 11° 43′ 52,9″ O            | 1985 |      |
| FND0011BBG | Weinberg Gnölbzig                                | Alsleben (Saale) 51° 40′ 59,3″ N, 11° 42′ 20,3″ O | 1985 |      |
| FND0012BBG | Steinbruch Spillingsberg Könnern                 | Könnern 51° 40′ 23,1″ N, 11° 44′ 51,5″ O          | 1985 |      |
| FND0013BBG | Osthang Spillingsberg Könnern                    | Könnern 51° 40′ 27,6″ N, 11° 45′ 3,5″ O           | 1985 |      |
| FND0014BBG | Alte Saale bei Wispitz                           | Wedlitz 51° 52′ 42,2″ N, 11° 46′ 39,9″ O          | 1985 |      |
| FND0015BBG | Lurcheschutzgebiet Peißen                        | Peißen 51° 44′ 1,5″ N, 11° 46′ 47,6″ O            | 1985 |      |
| FND0016BBG | Schongebiet für bestandsgefährdete Fische Peißen | Peißen 51° 44′ 3″ N, 11° 46′ 43,5″ O              | 1985 |      |
| FND0017BBG | Feldlache S                                      | Nienburg (Saale) 51° 49′ 56″ N, 11° 46′ 29,2″ O   | 1985 |      |
| FND0001SBK | Kirchberg                                        | Kleinmühlingen 51° 56′ 35,7″ N, 11° 45′ 8″ O      | 1973 |      |
| FND0002SBK | Südlicher Teil der Frohser Berge                 | Schönebeck (Elbe) 52° 1′ 55,8″ N, 11° 39′ 59,6″ O | 1973 |      |
| FND0003SBK | Hohendorfer Busch                                | Calbe (Saale) 51° 53′ 0,4″ N, 11° 46′ 37,2″ O     | 1973 |      |
| FND0004SBK | Seehofteich nordöstliches Ufer                   | Wespen 51° 57′ 25,3″ N, 11° 48′ 25,4″ O           | 1973 |      |
| FND0005SBK | Brutkolonie der Fischreiher                      | Groß Rosenburg 51° 56′ 24,4″ N, 11° 54′ 19,4″ O   | 1973 |      |